# Henrique de Sá
Henrique de Sá (5 de julho de 1856 – 18 de junho de 1936) foi um médico brasileiro.
Foi eleito membro da Academia Nacional de Medicina em 1896, na presidência de José Lourenço de Magalhães, ocupando a Cadeira 20, que tem Francisco de Paula Cândido como patrono.